# Qubba

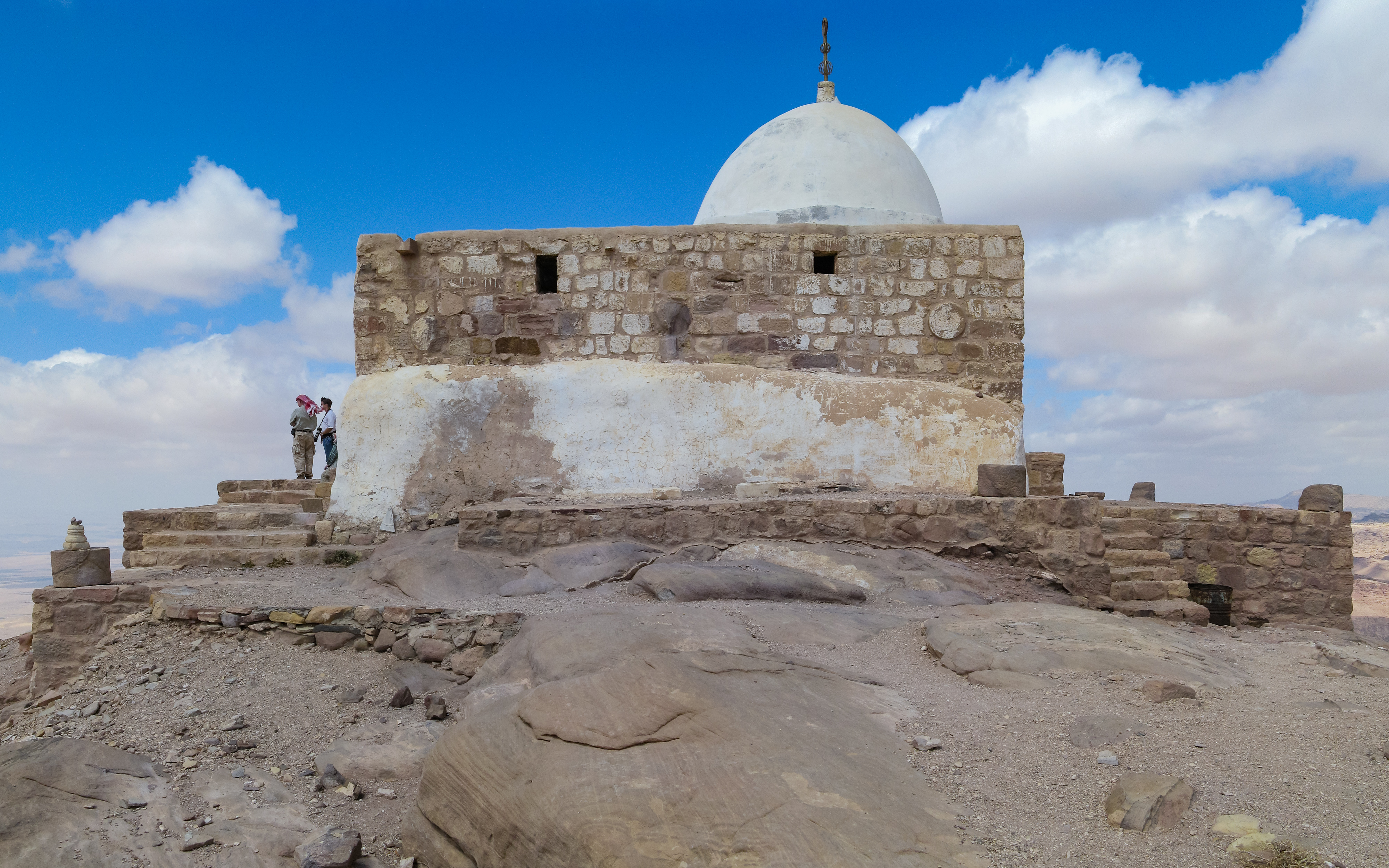
Qubba del construïda sobre la suposada tomba d'Aaron a Jabal Harun, a Petra, Jordània

Una qubba (àrab: قبّة, qubba, ‘cúpula’) designa en general un edifici islàmic, sovint aïllat, de planta quadrangular i coronat per una cúpula, usat com a tomba d'un sant. Constitueix un lloc de pelegrinatge, adornat amb nombrosos exvots i ciris. També se l'anomena walí a l'Orient Mitjà, morabit al Magrib, xah zade o imam zade a Pèrsia i gur a l'Índia.
El mot també pot designar el saló del tron, i el seu ús es va traslladar a l'arquitectura cristiana mitjançant l'art mudèjar.